# Escola Clássica do Direito Penal

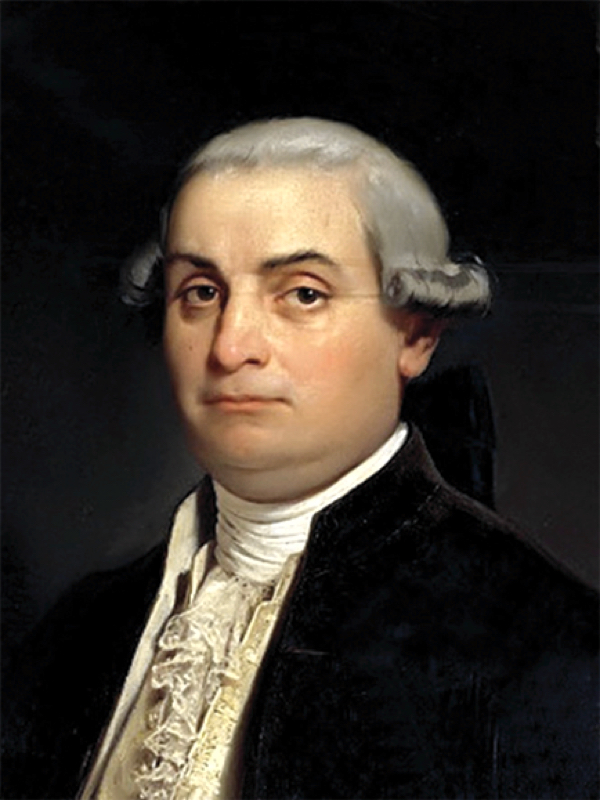
Dentre os expoentes da Escola Clássica, destacam-se Beccaria (imagem), Feuerbach, Francesco Carrara, Kant, Hegel e Bentham.

Em Direito Penal, Escola Clássica é um corpo orgânico de concepções herdeiro do iluminismo para a legitimidade do direito de punir, a natureza do delito e o fim da sanção penal. Ela marca o surgimento, no final do séc. XVII, do Direito Penal como ciência, e dá início a inúmeras correntes de pensamento estruturadas de forma sistemática sobre o Direito Penal, conforme determinados princípios fundamentais. A denominada Escola Clássica agrupava várias correntes: de conteúdo heterogêneo, ela se caracteriza por sua linha filosófica, de cunho liberal e humanitário com origens na filosofia grega, no contratualismo e no jusnaturalismo.
Dos delitos e das penas, obra clássica de Beccaria que delimita os traços iniciais da Escola, se insurge contra o arbítrio então dominante no âmbito punitivo. Sob a influência da Ilustração e do contratualismo, busca-se encontrar fundamentos mais humanos para a sanção penal. Nesta época, ocorrem profundas modificações das ideias, quando o homem se torna independente na faculdade de pensar e há separação da ciência e da teologia, de quem deixa de ser servidora. A Escola Clássica tem significativa predominância na Itália, com o Código Zanardelli de 1889, na Alemanha e na França, mas suas ideias encontram eco nos códigos penais da Áustria (1852), da Bélgica (1867), da Hungria (1871), da Suécia (1864) e de Portugal (1886). Além deles, os ideais reformistas contribuíram para o desenvolvimento de uma ampla mudança legislativa - movimento codificador -, que começa ainda no final do séc. XVIII.
A Escola Clássica tinha como critérios e postulados básicos de seu método de trabalho o livre-arbítrio, a razão e a preexistência aos fatos humanos da verdade e da justiça. Das premissas jusnaturalistas e contratualistas se iniciava o Direito digno de consideração, como dedução lógica da natureza humana e do contrato social. A Escola Clássica é um sistema hermético, de racionalismo exacerbado, com base em princípios racionais universais e eternos. Ela é uma reação humanitária ou reformadora contra os excessos do momento histórico anterior, no Medievo: o problema punitivo passa a se desvincular das preocupações éticas e religiosas.

## Contexto Histórico
A Escola Clássica surge no século XVIII  na Europa, junto do movimento iluminista que veio a inspirar muitas de suas ideias. Estes dois possuem uma grande conexão pois, foram nos ideais de racionalidade do movimento iluminista que os pensadores da escola clássica do direito penal se inspiraram. Após um longo período de Idade Média, na Idade Moderna, onde o principal sistema de governo era o absolutismo e as liberdades individuais eram deixadas de lado, o Iluminismo surge pretendendo quebrar com essa estrutura social que se apoiava na Igreja e no Rei. O pensamento filosófico ganha força e os questionamentos sobre a realidade voltam a aparecer, assim como as reflexões sobre a pena e o Direito.

Queda da Bastilha em 1789: um evento central da Revolução Francesa

Durante a revolução francesa, o Iluminismo teve seu ápice, tendo nesta princípios importantes de sua doutrina sendo defendidos, como a Justiça, a Igualdade e a Liberdade. Além disso, foi na França que um grande número de filósofos iluministas surgiram, como Voltaire, Montesquieu e Rousseau. Estes escreveram também sobre o direito penal, aonde abordavam os excessos presentes na legislação da época.
Não se limitando a França, esta corrente fez emergir uma racionalidade sobre toda a Europa e seus ideais inspiraram autores de todas as áreas. No Direito Penal, vale destacar nomes como: Cesare Beccaria, John Howard e Jeremy Bentham. Todos estes compartilham algumas coincidências históricas, como o fato de iniciarem em seus países os questionamentos sobre as penas e o Direito, em um meio onde não se era muito discutido isso devido a um longo período no qual a filosofia foi deixada de lado na Europa.
No que tange os acontecimentos relevantes, é essencial mencionar a Revolução Francesa, que foi de 1789 a 1799. Esta, influenciada pelo Iluminismo, como citado, despertou um adormecido pensamento racional e derrubou um regime monárquico na França. Assim, a Revolução Francesa não apenas incentivou a reflexão feita na Escola Clássica na França, mas, também, em outros lugares da Europa.

## Principais autores

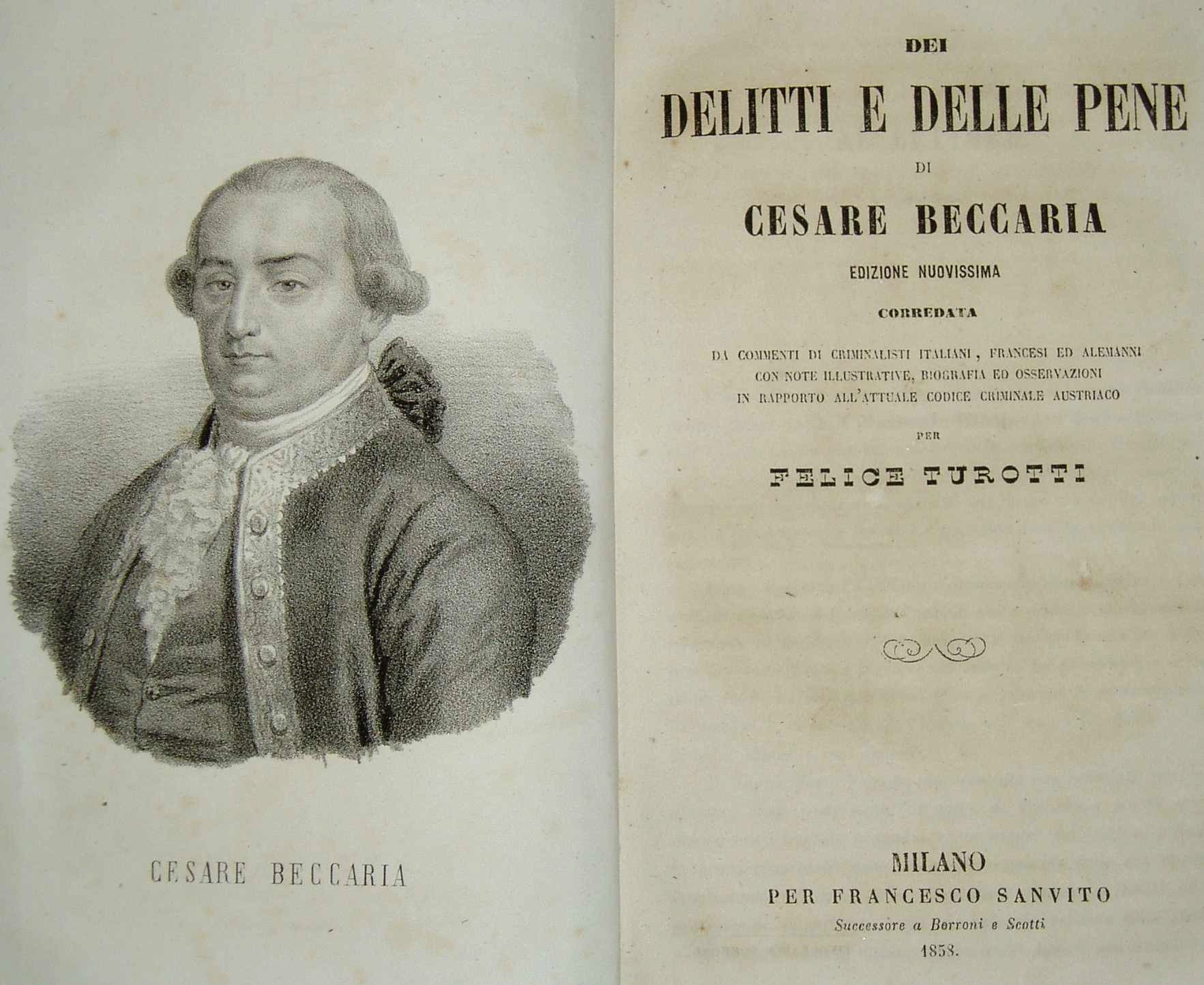
"Dos Delitos e das Penas", de Cesare Beccaria, é uma das obras mais importantes da Escola Clássica.

Entre os pensadores mais relevantes da Escola Penal Clássica, é possível apontar, no classicismo italiano, Beccaria, Gaetano Filangieri, Gian Domenico Romagnosi e Giovanni Carmignani, representantes do período teórico-filosófico; além de Francesco Carrara, Pelegrino Rossi e Pessina, representantes do período ético-jurídico. É importante destacar, entretanto, que Beccaria e Carrara são os nomes de maior impacto quando se fala em Escola Clássica, sendo o segundo inclusive descrito como “quem simboliza a expressão definitiva da Escola Clássica”.
Cesare Beccaria foi  pioneiro na construção das teorias que serviram de base para o estabelecimento da nova doutrina que se solidificou como a Escola Clássica. O autor sofreu uma nítida influência do Iluminismo, que se torna explícita tanto pela defesa de uma humanização das Ciências Penais quanto pelas referências ao contrato social abordadas pelo autor.  A caracterização de Beccaria como um representante do período teórico-filosófico se dá principalmente pelos traços utilitaristas presentes em sua obra e pela promoção de um Direito Penal embasado na necessidade social. Desse modo, tendo em vista o posicionamento do autor, é importante destacar que, em relação às teorias de fundamentação da pena, Beccaria se encaixa como um defensor da teoria preventiva, que aponta que a pena deve servir para mostrar ao indivíduo a inviabilidade do crime, isto é, a pena deve ter um fim útil. 

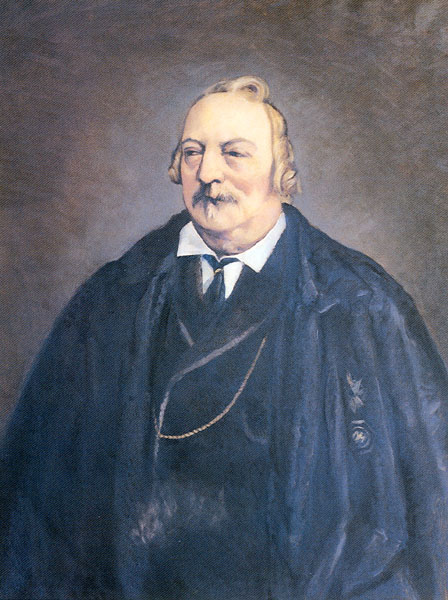
Francesco Carrara (1805 - 1888): precursor de um Direito Penal liberal.

Já Francesco Carrara foi o expositor máximo e consolidador da Escola Clássica, além de ser considerado um dos maiores penalistas de todos os tempos. Segundo o autor, o crime era composto de duas forças: a física, correspondente em termos atuais ao elemento objetivo do delito; e a moral, correspondente ao elemento subjetivo deste. Sua teoria era enraizada no Direito Natural, e na ideia de que dele emanam os direitos e deveres de cada indivíduo, que devem ser mantidos em equilíbrio pelo Estado. Como os principais pilares da teoria do autor, destaca-se: a ideia de que o crime é um ente jurídico, e não uma ação mas sim uma infração,  porque “sua essência deve consistir necessariamente na violação de um direito”; a visão do livre-arbítrio como embasamento principal e fundamental para a punibilidade; a pena como um meio de tutela jurídica, isto é, uma forma de garantir a ordem social, e de retribuição da culpa moral do indivíduo infrator, o que demonstra nitidamente  que o autor enquadra-se no rol daqueles que defendem a teoria retributiva, ou seja, que apontam como fundamento da pena a retribuição ao indivíduo infrator do mal que ele causou à sociedade ao romper com o contrato social, adotando uma conduta diversa daquela estabelecida por esse pacto e lesionando os demais membros da comunidade; e por fim, o princípio da reserva legal, que determina que uma ação só é criminosa quando entra em conflito com a lei. 
De forma paralela e relativamente semelhante ao classicismo italiano, surgiu no mesmo período, na Alemanha, um corrente doutrinária preocupada com os mesmos problemas penais. Dentro do contexto alemão, destaca-se inicialmente Feuerbach, que apresentou uma teoria de caráter determinista, isto é, dispensou o livre-arbítrio como um fundamento teórico. O autor entendia a pena como uma medida preventiva e desenvolveu sua teoria da coação psicológica, demonstrando que a pena se configura como uma ameaça à sociedade, e seu fundamento é manter a segurança jurídica. Desse modo, ainda segundo o autor, a execução da pena se impõe como uma concretização de tal ameaça, para demonstrar à comunidade a sua veracidade e seriedade. 
A partir da teoria de Feuerbach, a doutrina alemã dividiu-se em três visões: a proposta por Kant, que apresentava a pena como um imperativo categórico e uma forma de retribuição ética, contrariando as ideias utilitaristas abarcadas pelo Iluminismo; a defendida por Hegel, que transformou a retribuição ética de Kant em jurídica, por entender que, já que o crime é uma negação ao direito, a pena seria uma negação ao crime, e portanto uma reafirmação do direito; e a corrente histórica, representada principalmente por Karl Binding, que trouxe maior fundamentação dogmática ao estudo do Direito Penal e se configurou como uma versão primitiva de positivismo jurídico, ao excluir de sua análise os juízos de valor, limitá-la ao Direito positivo, destacar a pena como um direito e dever do Estado, e determinar que sua aplicação deve considerar o fato e não o indivíduo infrator, configurando-se de forma proporcional à culpabilidade.

## Concepção de pessoa
A Escola Clássica, enquanto originada no contexto histórico de fins do séc. XVIII e a metade do séc. XIX, foi embasada teoricamente pelas correntes filosóficas do Iluminismo. O quadro político europeu, caracterizado pela decadência do Estado absolutista monárquico e pela constituição de uma nova forma estatal segundo a ideologia liberal, teve repercussão direta nas teorias acerca da justificação do exercício do poder punitivo pelo Estado sobre os indivíduos. Para entender esta mudança de paradigma a respeito dos fins da pena, é necessário, em primeira instância, compreender o modo como os clássicos desenvolveram uma nova concepção filosófica de pessoa, inspirados pelo liberalismo político.
O Iluminismo trouxe diversas contestações em relação ao poder absoluto exercido pelos monarcas, os quais impunham sua vontade frente a um conjunto de súditos que não eram concebidos como sujeitos de direito. Além disso, também foi realizada uma crítica a respeito da ligação estreita que havia entre o Estado absolutista e a Igreja Católica e que permitia que os princípios morais religiosos ditassem e fundamentassem as normas jurídicas e a atuação arbitrária do governante, o que podia ser verificado de maneira contundente no Direito Penal. Isso porque, uma vez que o delito era identificado com o cometimento de um pecado religioso, a pena, por consequência, era vista como uma forma de expiação da culpa moral do criminoso, a quem deveria ser afligido um mal em decorrência de sua conduta considerada pecaminosa e injusta. 
Assim, começaram a surgir pensadores que objetivavam estabelecer determinados princípios capazes de limitar o poder do Estado de impor-se sobre os indivíduos, com base nos ideais de racionalidade humana e de separação entre o Direito e a religião. Esses princípios caracterizavam-se como os direitos individuais dos cidadãos, que segundo a perspectiva do jusnaturalismo, decorriam de uma razão humana universal e imutável e deveriam ser “descobertos” pelos legisladores para serem positivados, de maneira que constituíssem “um sistema de normas jurídicas anterior e superior ao Estado, contestando, dessa forma, a legitimidade da tirania estatal”. A adoção dessa perspectiva filosófica fundamentou a defesa de um Estado liberal, pautado na separação de poderes e no princípio da legalidade. A laicidade do Estado implicava a necessidade de um novo arcabouço teórico para a legitimação do poder de punir (e do monopólio estatal deste), que deveria então ser construído racionalmente. 
A transformação do Estado diante do Iluminismo está imbricada a uma mudança de concepção de pessoa, que se deu a partir de uma emancipação do sujeito em relação ao próprio Estado, na qual ele passa da condição de mero objeto das deliberações absolutas do monarca para a condição de sujeito de direitos, dotado de dignidade e, principalmente, de racionalidade. De acordo com uma visão antropocêntrica de mundo, o homem é considerado como capaz de se autodeterminar a partir da tomada de decisões após um processo de pensamento racional; ou seja, considera-se que existe uma liberdade de escolha por parte do indivíduo, não sendo ele determinado previamente por qualquer fator externo à sua própria consciência. O livre-arbítrio do homem tornaria suas ações plenamente passíveis da atribuição de responsabilidade e culpabilidade. Sob o ponto de vista do contratualismo, por exemplo, tendo como pressuposto que o Estado foi formado a partir de um pacto social que “postula um consenso entre os homens racionais acerca da moralidade”, entende-se que é necessária uma vontade individual livre que contrarie esses valores estabelecidos coletivamente para que uma responsabilização penal possa ser justificadamente aplicada pelo Estado. 
Essa concepção desemboca na argumentação da aplicação da pena como um mecanismo de prevenção da criminalidade, uma vez que a ideia do homem como um ser racional implica a noção de que a pena deve atuar como um fator de coação psicológica, funcionando como uma razão que pode motivar o indivíduo a não praticar um delito. Segundo Cezar Roberto Bitencourt, “o pressuposto antropológico supõe um indivíduo que a todo momento pode comparar, calculadamente, vantagens e desvantagens da realização do delito e da imposição da pena. A pena, conclui-se, apoia a razão do sujeito na luta contra os impulsos ou motivos que o pressionam a favor do delito e exerce uma coerção psicológica ante os motivos contrários ao ditame do Direito”.

## Fins da pena na Escola Clássica

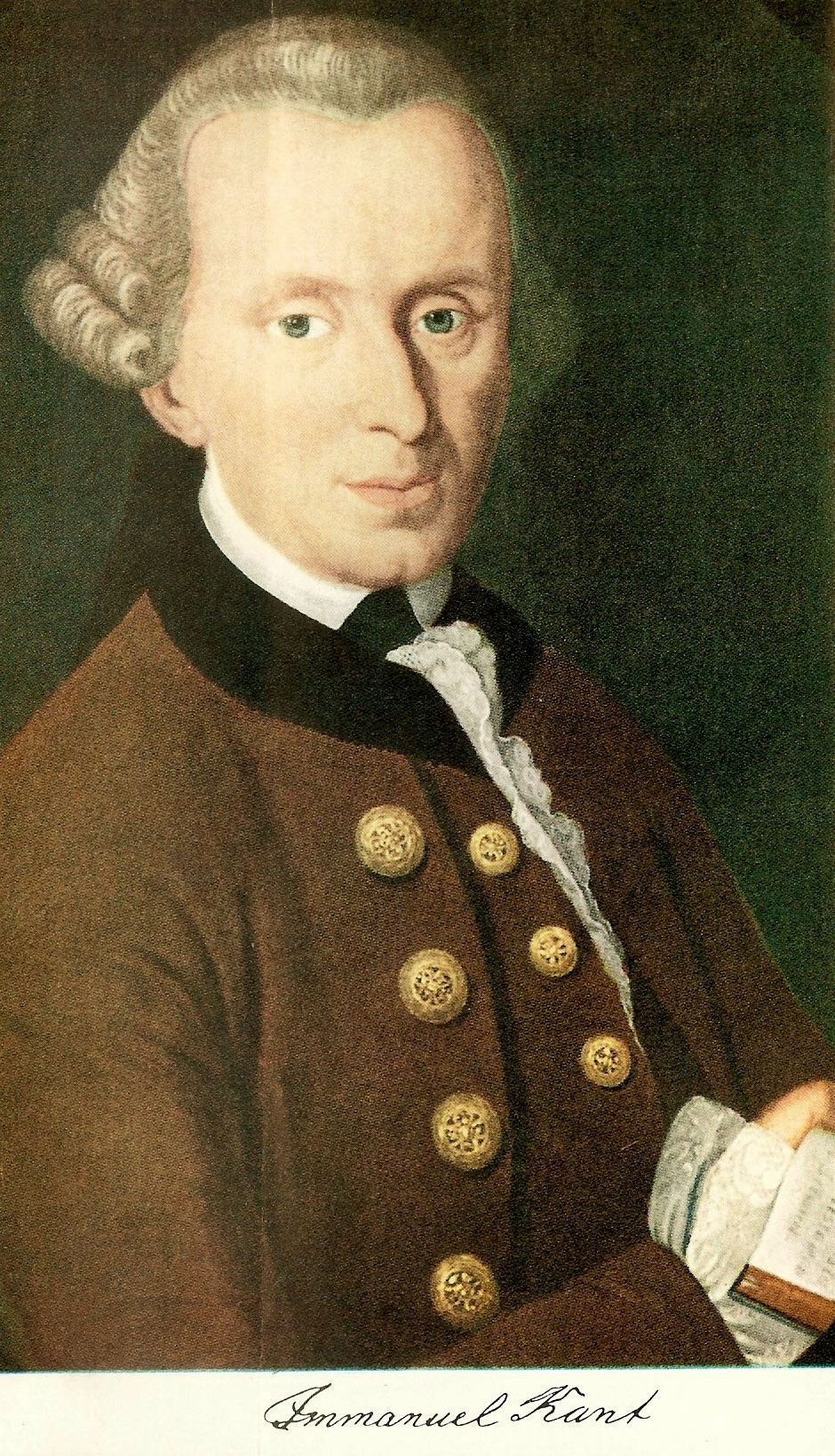
Teoria da retribuição ética ou moral de Kant preconiza a aplicação da pena decorrente da necessidade ética de uma exigência absoluta de justiça, em que a lei penal constitui imperativo categórico.

A pena é uma consequência jurídico-penal do delito, uma reação jurídica aplicável à prática de um injusto punível (realização ilícita de um fato tipificado como punível na lei penal), e consiste, em específico, na privação ou restrição de bens jurídicos, com lastro na lei, imposta pelos órgãos jurisdicionais competentes ao agente de uma infração penal. Existem inúmeras teorias que buscam justificar os fins e fundamentos da pena. Na Escola Clássica, três teorias ganham relevo: a Teoria da Justiça, uma espécie de teorias retributiva ou absoluta; a Teoria de Prevenção Geral Negativa; e a Teoria de Prevenção Especial Negativa, ambas espécies de teorias preventivas ou relativas. A Teoria da Justiça, defendida por Kant e Hegel, consistia na retribuição do mal causado. Também o jurista italiano Francesco Carrara, que afastava qualquer forma de reabilitação do criminoso a partir da aplicação da pena, se atentava apenas para o castigo no descumprimento da lei. Já nas teorias preventivas, a pena tinha como objetivo a prevenção de novos delitos: representada principalmente por Feuerbach (Prevenção Geral Negativa) e Bentham (Prevenção Especial Negativa), baseava-se na necessidade de segurança do Direito e da sociedade, que com a coação restabelecia o elo entre sociedade, sujeito e justiça. Na Escola Clássica, os indivíduos não mais sofrem penas severas relacionadas a dogmas religiosos, mas passam a ser castigados proporcionalmente à ação ilícita praticada, tendo como base a concepção de indivíduo de seu período: um ser livre e racional, de modo que só poderiam ser punidos aqueles que possuíssem discernimento sobre a ação praticada, bem como que agiram por vontade própria, sem pressão de forças externas.

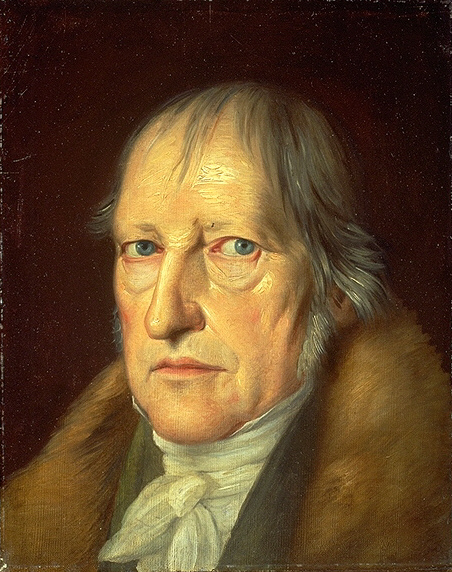
Teoria de retribuição lógico-jurídica em Hegel: a pena é negação do delito e, consequentemente, afirmação do direito que havia sido negado por ele.

### A pena como retribuição
Para alguns autores da Escola Clássica, a pena é um justo castigo para uma conduta desagradável à ordem social. A pena proposta por esses autores não é imposta ao criminoso apenas como defesa dos interesses da sociedade, mas como um castigo merecido pelo mal livremente praticado, sendo aplicada para a satisfação da justiça, ou seja, a aplicação de uma penalidade baseia-se na volta do equilíbrio social, isto é, "pagar o mal com o mal". A Teoria da Justiça, que tinha em Kant e Hegel seus maiores expoentes, fundamentava a existência da pena unicamente no delito praticado: a pena é compensação do mal causado pelo crime, ou seja, é decorrente de uma exigência de justiça. 
Immanuel Kant e Georg Wilhelm Friedrich Hegel, grandes contribuintes da Escola Clássica e principais representantes da teoria absoluta, possuíam divergências quanto a finalidade da pena. Ao passo que as reflexões kantianas preconizavam a moralidade da lei, enxergando-a como um mandamento e fim em si mesma - tal qual o homem -, a aplicação de uma punição não poderia ter outra finalidade senão a realização da justiça e restituição dela aos infratores. Para Hegel, a finalidade da pena não consistia em pagar o mal com o mal, mas restabelecer a justiça e a vontade geral da sociedade de modo que a má ação do delinquente, negação da norma proibitiva aceita pela maioria, fosse negada pela pena imposta à prática ilícita, que recuperaria a hegemonia do Direito.

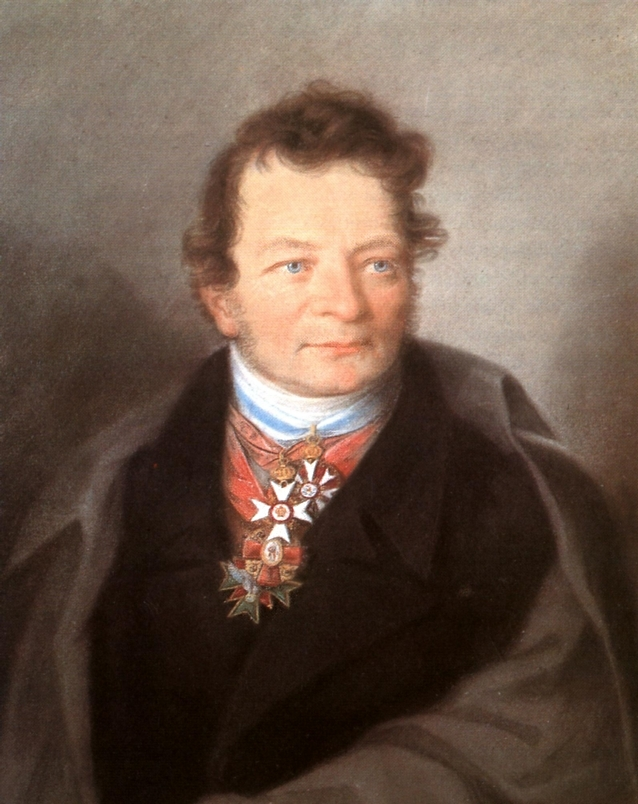
A Prevenção Geral Negativa em Feuerbach diz respeito ao temor infundido aos possíveis delinquentes, capaz de afastá-los da prática delitiva, e tem como destinatária a totalidade dos indivíduos que integram a sociedade.

### A pena como prevenção
Jeremy Bentham, maior expoente da corrente filosófica utilitarista, entende que só se pode punir para dissuadir as outras pessoas de praticarem o delito. Ao aplicar o conceito de utilidade no exame da sociedade, buscará ele o juízo do que é benéfico para a maioria. Bentham é um dos pensadores da Prevenção Especial Negativa: se é dada uma razão para o indivíduo não praticar o delito, como ser racional, a pena é suficiente para convencê-lo.  
Uma parte relevante da Escola Clássica, com notável influência das ideias utilitaristas de Bentham, via na pena um remédio para prevenir o crime - não apenas para os criminosos, como também para a sociedade. Nesse sentido, a pena previne tanto que o indivíduo, com o castigo devido, cometa más ações novamente, quanto faz a sociedade constatar a eficiência da pena e ser coagida a não praticar atos ilícitos. O entendimento da ação freia impulsos criminosos que indivíduos na sociedade possam vir a ter. Ou, como esclarece Claus Roxin, "atua não especialmente sobe o condenado, senão geralmente sobre a comunidade. Por tal razão, fala-se de uma teoria da prevenção geral".
Paul Johann Anselm von Feuerbach, outro autor da Escola Clássica, é um defensor da Prevenção Geral Negativa. A ideia dessa linha de raciocínio diferencia-se por entender a intimidação da população como dissuasão para convencê-la a não praticar crimes, pelo mecanismo que Feuerbach chama de “coação psicológica”. Desse modo, a pena previne a prática de delitos porque intimida ou coage psicologicamente seus destinatários.
É possível encontrar traços do conceito de Prevenção Geral em Beccaria, que concebia como critério para a responsabilidade penal do criminoso apenas o dano que seu crime resultasse para a sociedade, não tendo por finalidade apenas a punição, mas a evitação de outras infrações, mantendo o entendimento da sociedade de que não há crime sem o devido castigo, sendo a pena o único meio para a prevenção de crimes. 
Em relação a prevenção especial benthamiana, o delinquente diminui sua inclinação para descumprir normas a partir da pena, com a retirada de seu poder físico e de sua coragem de fazê-lo. Ela impede-o de cometer novamente tal delito e faz com que ele perca o desejo de retornar a desobedecer a lei. Já na prevenção geral feuerbachiana, os indivíduos da sociedade são coagidos a partir do exemplo do que viriam a sofrer caso se tornassem culpados pelo mesmo delito, isto é, a aplicação a punição aos delinquentes amedronta a sociedade afastando a vontade dos indivíduos de contrariar as leis atuando como uma coação psicológica.
Dessa forma, a principal finalidade das penas como prevenção na Escola Clássica é o impedimento do aumento dos crimes, servindo como poderosa forma de domínio sobre as inclinações e manifestações criminosas, tendo como grande virtude o estabelecimento de medidas para a pena que respeitassem a dignidade dos indivíduos ao mesmo tempo em que os castigasse e mantivesse, a partir da punição e como propunha Feuerbach, a intimidação psicológica da comunidade.

## Papel do jurista
Juristas, filósofos e moralistas, representantes dessa corrente, não podem ser reunidos de forma homogênea, por apresentarem especificidades entre si. No entanto, é correto dizer que eles integraram o movimento de superação da punição advinda do período feudal para defender a liberdade individual através de um sistema de normas jurídicas superior àquelas baseadas na tirania do Estado.
Partindo do princípio de que a liberdade individual ou livre arbítrio do agente em cometer um crime leva à sanção de uma pena como castigo à prática delituosa, o papel do juiz está diretamente relacionado ao que diz a lei. Ou seja, a atividade de julgar resume-se a aplicar no caso concreto exatamente o que diz o legislador na lei. A lei, na Escola Clássica, era soberana. Os poderes dos juízes limitavam-se a segui-la, transformando-o num mero executor legislativo.

## Influência no Direito Penal brasileiro

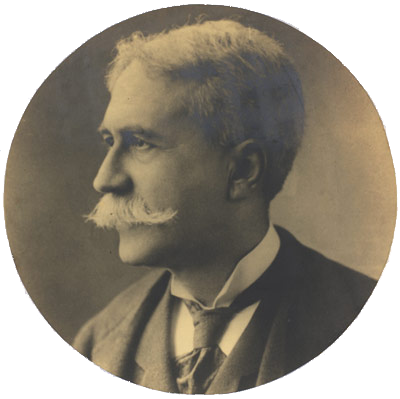
Joaquim Nabuco: como punir os escravos tendo por base um contrato social do qual eles não fizeram parte?

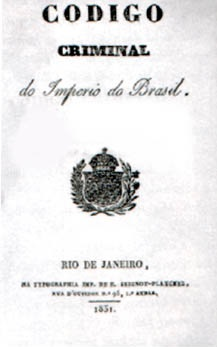
Sob o Código Criminal de 1830, as penas eram diferentes para o indivíduo livre e para o escravo: para este permanecia a tortura com açoites e chibatadas.

Os ideais da Escola Clássica foram refletidos no cenário político e social brasileiro nas primeiras décadas do século XIX, sem de fato concretizar-se através de estudos aprofundados, pois, no período, as produções dos estudiosos do país eram através de comentários à lei penal. Como já visto, essa escola trazia a ideia de liberdade do indivíduo, que pode ser definida como: "Direito é liberdade. A ciência criminal tem por objeto subtrair o homem da tirania dos demais". 
O Brasil, até o início do século XIX, era colônia, e em razão disso, por muito tempo não possuiu legislação própria e também não tinha autoridade pública para tal, pois seguia as leis determinadas por Portugal, as chamadas ordenações. Estas estavam relacionadas a um Direito Penal com punições severas, existindo tortura e a pena de morte de modo cruel. É sob esse cenário que os reflexos da Escola Clássica chegaram ao Brasil e, contra eles, se levantaria a "voz de Beccaria". 
Inserida nos ideais iluministas de liberdade, ocorre, em 1822, a Proclamação da Independência do Brasil. Assim, dois sentimentos surgiam na sociedade: a necessidade de existir uma legislação própria, buscando apagar tudo o que remetia ao antigo domínio colonial, e outro ligado ao liberalismo e novas doutrinas do Direito. É nesse contexto que surge o Código Criminal de 1830, carregando consigo, em seu art. 179, ideais frutos da Escola Clássica, como os de justiça, equidade e também, vale ressaltar, que a pena agora se restringiria ao próprio criminoso e não mais atingiria seus familiares.
Existia, porém, uma nítida contradição no Brasil: o Código de 1830 e seus ideais de liberdade do indivíduo não eram compatíveis com o regime de escravidão da época. Mesmo com as ideias da Escola Clássica, que colocava a liberdade do indivíduo em primeiro plano, se mantinha o regime da escravidão.
É importante ressaltar que, por mais que não tenham existido estudos aprofundados sobre a Escola Clássica nesse período do Direito Penal brasileiro, ela trouxe inúmeras contribuições. Dentre elas, pode-se citar a legalidade que determina que o cidadão só pode ser preso se o crime estiver na lei e a ligação da punição do crime apenas à pessoa do criminoso. 

## Críticas à Escola Clássica
Segundo Cezar Roberto Bitencourt, “a ineficácia das concepções clássicas relativamente à diminuição da criminalidade”, “o descrédito das doutrinas espiritualistas e metafísicas e a difusão da filosofia positivista” e a “aplicação dos métodos de observação ao estudo do homem, especialmente em relação ao aspecto psíquico” foram fatores responsáveis por determinar a decadência do pensamento clássico na Ciência do Direito Penal e, simultaneamente, o surgimento da Escola Positivista.
A partir da metade do séc. XIX, o pensamento positivista começa a ganhar força no campo da filosofia, com a proposta de aplicação do método empírico das ciências naturais no estudo dos fenômenos sociais, dentre eles a criminalidade. Surge, então, uma preocupação especial com o desenvolvimento de soluções efetivas para o crime, diante de uma primazia dos interesses coletivos frente às questões individuais, o que implica uma crítica ao “abstrato individualismo” da Escola Clássica, que centralizava o debate na fundamentação da pena a partir da existência do livre-arbítrio do homem. Os positivistas se colocam como contestadores de uma metodologia científica puramente especulativa, baseada em conceitos metafísicos como o da liberdade de escolha individual e o de responsabilização moral, diante da perspectiva de que o mais importante era defender a sociedade de indivíduos considerados anormais e perigosos. 
Para a Escola Positivista, a abordagem dos clássicos sobre a criminalidade, caracterizada pelo foco no aspecto jurídico do delito, mostrava-se insuficiente e limitada, sendo essencial a incorporação dos ensinamentos de outras ciências, como a Biologia, a Psicologia e a Antropologia, de tal forma que “a consideração jurídica do delito fosse substituída por uma sociologia ou antropologia do delinquente, chegando, assim, ao verdadeiro nascimento da Criminologia, independente da dogmática jurídica”. Contestava-se, desse modo, o fato de a Escola Clássica não conceber o delito como um fenômeno social, e ao invés disso buscar simplesmente elaborar conceitos metafísicos que pudessem estabelecer parâmetros jurídicos abstratos de responsabilização penal. Antonio Luis Chaves Camargo traduz essa crítica nos seguintes termos: “A abstração do método racionalista, aplicado através da lógica formal, levou a dogmática jurídico-penal, neste período, ao mundo abstrato das ideias, não conseguindo respostas convincentes aos problemas que lhe eram apresentados”. 
Portanto, a crença iluminista dos clássicos em uma razão eterna, da qual pudessem ser derivados todos os princípios jurídicos que seriam positivados pelos legisladores e compilados em códigos que deveriam ser aplicados mecanicamente pelos juízes, foi alvo de críticas por parte daqueles que concebiam tal concepção como excessivamente formalista e restritiva, além de não satisfazer as exigências materiais do Direito Penal a respeito das necessidades práticas que se apresentavam na sociedade.

## Legado no Direito Penal
A Escola Clássica, composta por várias correntes, representou a composição de um legado que influenciou e moldou noções sobre a dogmática jurídico-penal que verberou na solidificação e na crítica do pensamento de Escolas que surgiram posteriormente. Ressalta-se que a dogmática jurídico-penal é responsável por cumprir uma das mais importantes funções jurídicas em um Estado de Direito: a de garantir a consolidação dos direitos fundamentais dos indivíduos frente ao poder arbitrário do Estado que necessita do controle de seus limites. Nesse sentido, “a dogmática jurídico-penal constitui a ciência do Direito Penal por excelência”¹, proporcionando uma maior segurança jurídica.
Contra os excessos da fase anterior, emerge o Iluminismo no séc. XVIII com uma reação humanitária cuja concepção filosófica se caracterizava por ampliar o domínio da razão para diversas áreas de conhecimento humano. Os filósofos iluministas criticavam arduamente o governo absolutista da Idade Média e, juntamente com moralistas e juristas, procuraram trazer também a racionalidade para a área do Direito Penal. Os postulados consagrados no “Século das Luzes” serviram como fundamento básico para a nova doutrina, representando esta a humanização das Ciências Penais, de modo que o movimento racionalista proporcionou ao homem a compreensão e a purificação do Direito Penal, tendo diversas obras - como Dos Delitos e das Penas, de Beccaria - defendido as liberdades do indivíduo, bem como os princípios de dignidade humana.
Foi exatamente o que procurou-se com as duas teorias fundamentadoras resultantes do movimento filosófico do Iluminismo. Tanto o jusnaturalismo de Hugo Grócio, que acreditava que o Direito era natural e decorria da eterna razão imutável, quanto o contratualismo de Rousseau, que defendia que o Estado decorria de um livre acordo de vontade entre os homens, coincidiam na existência de um sistema de normas jurídicas anterior, e, principalmente, superior ao Estado que contestava a tirania estatal. Na filosofia penal iluminista, o delito encontrava sua razão de ser no contrato social violado e a pena era concebida enquanto medida preventiva.
Beccaria foi o autor que desenvolveu em primeiro a ideia de estrita legalidade dos crimes e das penas. Assim, a importância da lei representou o marco da valorização do princípio da legalidade penal, herança do Iluminismo, onde as condutas só poderiam ser julgadas se houvesse previsão legal explícita e não analogias, como era anteriormente feito. Desse modo, apenas algumas condutas passaram a ser dignas de punição, e, quando eram, implementou-se também a ideia até hoje presente na dogmática penal brasileira de que a pena deve ser aplicada em proporcionalidade ao delito. Com o empoderamento do Estado racional, que ganhou neste período a força pelo monopólio da violência e também pelo monopólio das regras de conduta, influenciado pelo movimento codificador da Escola da exegese, aboliu-se a pena de morte, até hoje vedada no nosso Código Penal (com as devidas exceções), assim como aboliu a tortura e queimação, penas até então comuns no período medieval, como relevância nos casos de heresia. Defendeu-se também a dignidade no cárcere para amenizar a dificuldade da privação de liberdade, sendo possível perceber essa necessidade de assistência no próprio ordenamento jurídico brasileiro onde a Lei 7.210 de 1984 (Lei de Execução Penal) consagra, em determinada medida aqui exemplificada, o princípio da dignidade humana frente ao sistema prisional, de modo que ela trouxe um novo modelo de execução: o modelo jurisdicional. Este modelo assegurou aos encarcerados seus direitos fundamentais, no momento em que o princípio da legalidade domina o corpo do projeto, o que não acontecia quando a natureza da execução da pena era administrativa, muito mais sujeita a arbitrariedades, e na qual o preso era visto como objeto da execução. A humanização da pena, característica do movimento iluminista penal, aboliu as penas de caráter corporal e aflitivo por haver maior racionalidade na aplicação da pena. Assim, passa a se tirar o tempo do indivíduo de vida, mas não a vida em si.  
Foram os clássicos os responsáveis pelo início da construção da elaboração do exame analítico do crime, distinguindo seus componentes, sendo que esse processo lógico de formação foi o ponto de partida para toda a construção dogmática da Teoria Geral do Delito, sobretudo em relação à vontade culpável pela noção de livre-arbítrio fomentada pela Escola Clássica. Preocupada em preservar a soberania da lei e afastar o arbítrio característico do governo absolutista, estabeleceu-se que só as leis estritamente poderiam fixar as penas em relação aos delitos e essa autoridade poderia residir somente no legislativo. Desse modo, a Teoria Geral do Delito limitou durante muito tempo os poderes do juiz, transformando-o praticamente em um mero executor legislativo no processo de aplicação e subsunção da lei.  
A partir desse período, a ciência jurídico-penal marcada por um processo de secularização pregou a importância da interpretação das leis com respeito à separação de poderes e de funções estatais e, como marco fundamental, a igualdade de todos perante a lei penal. O período clássico da ciência penal fundou, a partir de princípios universais e racionais, o Direito Penal em uma dogmática construída pelo homem, visando encontrar um lugar para o indivíduo no mundo e sua consequente emancipação de modo que não fosse mais submisso à arbitrariedade estatal ou pressupostos divinos. Isso permitiu de certa forma a desenvoltura de métodos de controle da criminalidade, não sua extinção, defendendo o reconhecimento de que o homem sempre praticou crimes, mas que passou a sofrer as consequências de acordo com as proibições legais codificadas e fundamentadas em princípios que norteavam a nova concepção de Direito Penal, sendo assim pelo fato das leis jurídicas serem produtos da razão humana. A produção de conceitos oriundos da Ciência Penal foram responsáveis pelo conceitualismo jurídico que, objetivando o fim do casuísmo e procurando a consolidação de regras legais, formulou, em bases lógico-formais, conceitos que interagiam em um sistema de codificação construído em bases sólidas, denominado leis, que regem a convivência humana e aplicação das penas até os dias atuais em inúmeros ordenamentos jurídicos ao redor do mundo.  